# Skye P. Marshall
Skye P. Marshall (Chicago, 21 oktober 1981) is een Amerikaanse actrice.

## Biografie
Marshall werd geboren op 21 oktober 1981 in Chicago (Illinois) en studeerde aan de Northeastern Illinois University. Ze diende in de Amerikaanse luchtmacht en na haar diensttijd werkte ze in New York, waar ze een opleiding volgde bij de Stella Adler Studio of Acting en het Broadway Dance Center. Later verhuisde ze naar Los Angeles om een acteercarrière na te streven.
Ze speelde gastrollen in televisieseries zoals House, The Mentalist, Dexter, Grey's Anatomy, NCIS en The Rookie. Sind 2024 maakt ze deel uit van de vaste cast van Matlock. Voor deze rol ontving ze in 2025 een nominatie voor de Critics' Choice Award voor "Beste vrouwelijke bijrol in een dramaserie".
Op het witte doek was ze te zien in Misconduct, een film met Al Pacino en Anthony Hopkins. In 2018 speelde ze in de oorlogsfilm Indivisible en in 2023 in de zwarte komedie Coup!.
Op 29 juni 2024 trouwde Marshall met collega-acteur Edwin Hodge.